# Codex Astensis

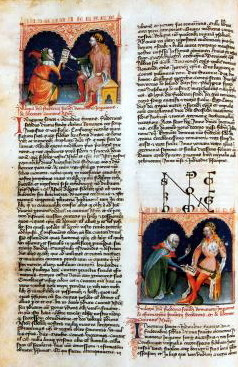
Página del códice.

El Codex Astensis de Malabayla es un manuscrito iluminado formado por 991 documentos que hablan de la región de Asti, en el norte de Italia. Relata eventos sucedidos entre los años 1065 y 1353. Fue recopilado en 1379.